# Al-Habbaniyya-See
Der Habbaniyya-See (arabisch بحيرة الحبانية, DMG Buḥairat al-Ḥabbāniyya; auch al-Habbanija-See) ist ein flacher natürlicher See in al-Anbar, Irak. 
Er liegt etwa 90 km westlich von Bagdad und 12 km südlich von Ramadi. Seine Oberfläche ist 140 km² groß.  Traditionell wird der See dazu genutzt, Hochwasserwellen des Euphrat aufzunehmen, die früher über eine natürliche Rinne, später über einen kleinen Kanal vom Euphrat in den See flossen.
1956 wurde in Ramadi das Ramadi-Stauwehr gebaut, mit dem auch der Euphrat gestaut und das Wasser über den ausgebauten Kanal in den See geleitet werden kann. Ein weiterer Kanal im Nordosten des Sees führt zum Euphrat zurück. Am Südufer gibt es eine Weiterleitung zum Razzaza-See.
Seitdem eine Reihe von Talsperren in den türkischen und syrischen Abschnitten gebaut wurden, hat der Hochwasserschutz erheblich an Bedeutung verloren.
Der See wird auch für Freizeitzwecke genutzt. Das frühere Feriendorf Habbaniya ist jetzt jedoch ein Flüchtlingslager.